# Irene Fenwick

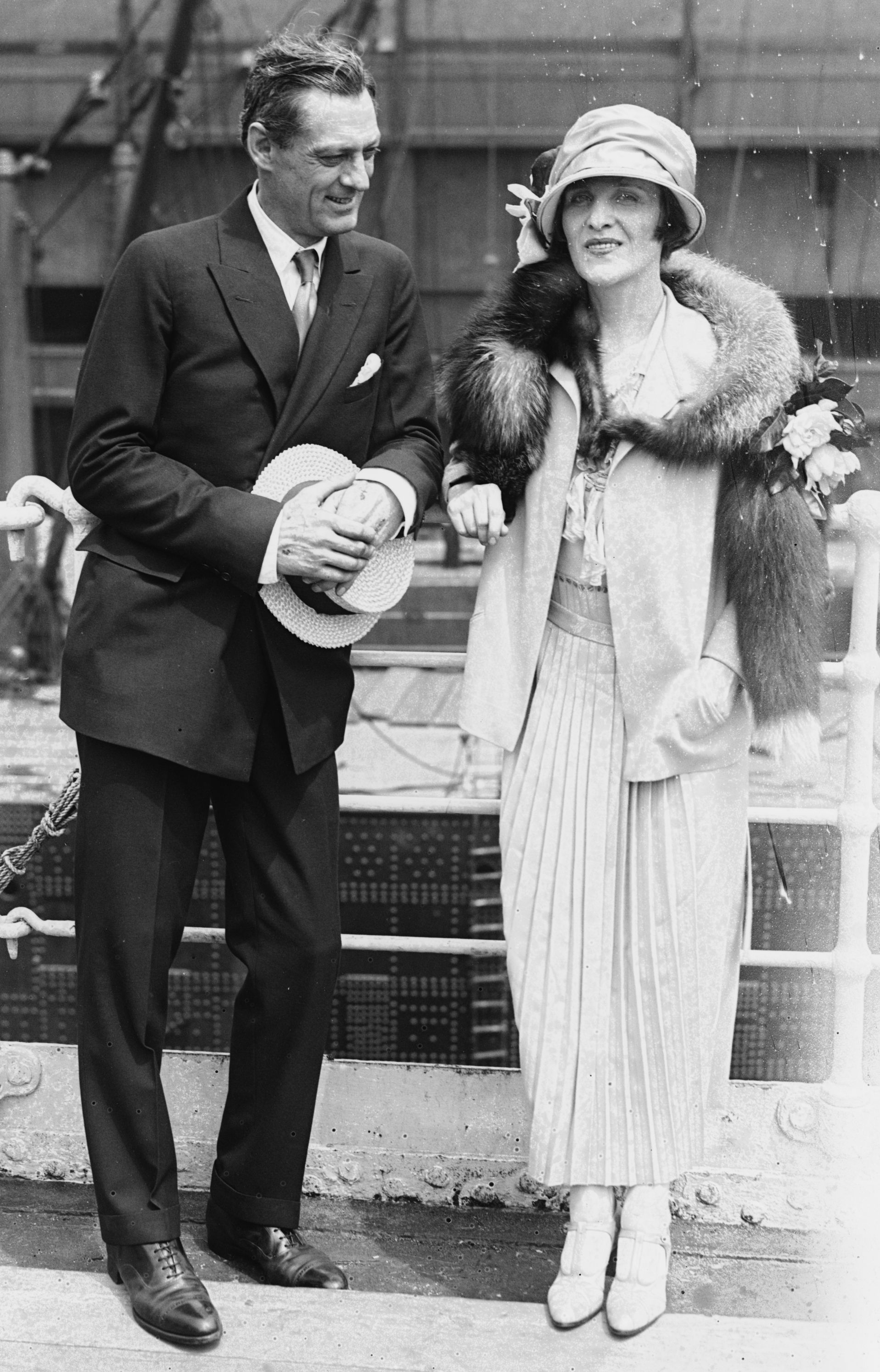
Lionel Barrymore e Irene Fenwick

Irene Fenwick (Chicago, 5 de setembro de 1887 — Beverly Hills, 24 de dezembro de 1936) foi uma atriz norte-americana de cinema mudo. Ela foi casada com Lionel Barrymore de 1924 até sua morte em 1936. Morreu aos 49 anos.